# Alexis Hody
 (novembre 2017).
Si vous disposez d'ouvrages ou d'articles de référence ou si vous connaissez des sites web de qualité traitant du thème abordé ici, merci de compléter l'article en donnant les références utiles à sa vérifiabilité et en les liant à la section « Notes et références ».
Alexis Hody, né le 29 septembre 1807 à Bruxelles et mort le 27 septembre 1880, est un magistrat belge, administrateur de la Sûreté publique en Belgique de 1839 à 1852.

## Biographie

### Enfance et formation
Alexis Guillaume Charles Prosper Hody est le fils d’un avocat au Conseil souverain du Brabant, Charles Hody et d’Emérence Van Coeckelberghe Van Dutzele. Après des études secondaires à l’Athenée de Bruxelles, Alexis Hody s’inscrit à la faculté de droit de l’Université d'État de Louvain en 1825. En 1829, il sort docteur en droit avec une thèse intitulée Specimen historico-juridicum, de venatione. Hody fonde avec deux autres étudiants, Prosper d'Elhoungne et Adolphe Roussel, un almanach étudiant sous le titre Almanach des étudiants belges des provinces méridionales, pour 1828 et 1829. 

### Carrière professionnelle
Après ses études, Hody hésite entre une carrière d'avocat et le journalisme. Il choisit néanmoins celle d'avocat et est d’abord avocat à la Cour d’Appel de Bruxelles durant quelques mois. Le gouvernement provisoire le nomme juge suppléant au Tribunal de Bruxelles. Rapidement, le 5 octobre 1832, on lui propose le poste de substitut du procureur du roi Gustave Bosquet. Quatre ans plus tard, il est promu procureur du Roi auprès du Tribunal de Première instance de Bruxelles. En 1838, il est appelé par le ministre de l’Intérieur, Barthélémy de Theux de Meylandt, à prendre la fonction d’administrateur de la Sûreté publique, à la place d'Emmanuel François. En effet, celui-ci, n'était pas populaire au sein de la presse et de l'opinion populaire. Il est donc remplacé durant la révision du Traité des XXIV articles.Hody prend ses fonctions  d'administrateur le 3 janvier 1839.

### La Sûreté publique
Au sein de la Sûreté publique, Alexis Hody veille à constituer à la création de fichiers maniables, il met en avant la photographie, il engage des agents compétents et fiables et à il s'assure d’entretenir des liens avec les polices secrètes étrangères. En 1840, il a également la responsabilité d’administration des prisons à la suite d'un arrêté royal donnant cette compétence à la Sûreté publique. Hody est pour un système carcéral de type cellulaire et plus précisément du système pennsylvanien. Il demande, néanmoins, huit ans plus tard, à être relevé de cette fonction pour pouvoir mieux se consacrer à son poste d’administrateur de la Sûreté publique. Il a toutefois gardé le titre d’inspecteur général honoraire des prisons de l’État.
À la même période, son combat et celui de l’institution qu’il dirige, sont de maintenir l’ordre et mettre à mal les groupuscules qui pourraient menacer la stabilité du pays. Les orangistes et la conspiration des « paniers percés » ou encore les mouvements socialiste, communiste et anarchiste. Par demande du ministre de la Justice, la surveillance des étrangers devient plus systématique, ainsi que le contrôle des passeports. Alexis Hody s’emploie à dresser des fiches biographiques sur les exilés présents sur le territoire belge. Des expulsions préventives ont lieu, notamment Karl Marx et sa femme ou encore Louis Blanc, membre du gouvernement provisoire français de 1848, ce qui met en indisposition le ministre de la Justice de Haussy. Alexis Hody a également des frictions avec les bourgmestres des centres urbains et surtout ceux de Bruxelles en voulant centraliser la police. De plus, sa fermeté et sa sévérité à l’égard des réfugiés déplaisent aux magistrats communaux et au bourgmestre Bruxellois, Charles de Brouckère. Après le coup d'État de 1851 par lequel Louis Napoléon Bonaparte renverse la République parlementaire et prépare la restauration de l'Empire, De Brouckère refuse l’arrestation de deux Français à Bruxelles au nom du droit d'asile. Les deux proscrits sont Bianchi et De Buchy, ceux-ci devaient être expulsés, par voiture cellulaire et accompagnés d'un officier de police et sept gendarmes, à Ostende en direction de l'Angleterre. De Brouckère refusa cette pratique et les amena directement au port d'embarquement. De Brouckère offre alors sa démission au roi du poste de bourgmestre de Bruxelles si Hody n'est pas immédiatement remplacé pour avoir ignoré ses prérogatives. Hody est donc forcé de démissionner.
Le 8 janvier 1852, après la démission de Hody du poste d’administrateur, le Gouvernement nomme Napoléon Joseph Verheyen. Alexis Hody reprend alors son poste de procureur du Roi à Bruxelles.

### Scandale
Alexis Hody est au poste de procureur du roi à Bruxelles de 1852 à 1870.
Un scandale politico-financier éclate néanmoins en 1869. La Cote libre de la Bourse de Bruxelles, un journal financier dénonce les méthodes frauduleuses d’André Langrand-Dumonceau. Une instruction est engagée par le procureur général Charles de Bavay, ainsi que Hody. L'instruction aboutit à une ordonnance de non-lieu à l’égard du financier. Le journaliste Armand Mandel est trainé en justice pour diffamation car il avait affirmé que les magistrats de l’affaire, dont Hody, avaient manqué à leurs devoirs. Lorsque Mandel est acquitté en 1870, Hody est muté comme chef de division au Ministère de la Justice, puis directeur de 1873 à 1879, année de sa retraite. Dans cette affaire, Hody était personnellement impliqué puisqu’il avait des actions dans une des sociétés de Langrand et que son fils était le secrétaire particulier de celui-ci.

### Vie de famille
Alexis Hody s'est marié le 2 septembre 1830 avec Joséphine de Burlet (1808-1891), fille de Gérard de Burlet, bourgmestre de Perwez. 
Leur fille Emerence (1831-1907) devient religieuse au Sacré-Cœur de Jette. Leur fils Ludovic (1835-1905), Docteur en Droit, a travaillé à la Royale Belge. Il épouse Hortense de Burtin, fille du bourgmestre de Strombeek, Herman de Burtin. Le mariage est resté sans enfant.

## Intérêts
À côté des différents postes qu’il occupe, Alexis Hody est officier de la garde civique de Bruxelles durant plus de quarante ans. Il est aussi un membre de la Société de Saint-Vincent-de-Paul. Il est aussi président et secrétaire du conseil de fabrique de l'Église Notre-Dame du Sablon à Bruxelles à différents moments de son existence. Il est un membre honoraire de l'Académie royale d'archéologie de Belgique où il s'intéresse à aux dictionnaires géographiques, aux statistiques, aux communes et hameaux de Belgique.

## Décorations, récompenses et titres de noblesse
En 1839, un an après avoir obtenu son poste d’administrateur, Alexis Hody obtient reconnaissance de noblesse, il est également fait chevalier de l'ordre de Léopold en 1843 et est promu à la dignité de baron en 1847. Alexis Hody a aussi été récompensé par des cours étrangères pour son action :
- Commandeur de l'ordre d'Isabelle-la-Catholique (1841)
- Chevalier de l'ordre royal de la légion d'honneur de France (1841)
- Chevalier de l'ordre de la branche Ernestine de Saxe (1842)
- Chevalier de l'ordre de Leopold d'Autriche (1850)
- Chevalier de l'ordre équestre du Saint-Sépulcre de Jérusalem (1855)
- Chevalier de l'ordre pontifical du Christ (1859)

## Publications
- Du système cellulaire dans ses rapports avec le culte catholique, Anvers, 1852[6].
- Description des tombeaux de Godefroid de Bouillon et des rois latins de Jérusalem, jadis existant dans l'église du Saint-Sépulcre ou de la Résurrection, Bruxelles, H. Goemaere, 1855[20].
- Godefroid de Bouillon et les rois de Jérusalem, étude historique, Tournai, H. Casterman, 1859[21].
- Note sur Alexandre Maximilien Laboureur, dans Annuaire de l'Académie royale des Sciences, des Lettres et des Beaux-Arts de Belgique, Bruxelles, Hayet, 1862[22].
- Païens ou chrétiens. La vérité sur la question des cimetières, au point de vue social et chrétien, Bruxelles, A. Goemaere, 1862[23].
- Godefroid de Bouillon à Boulogne-sur-Mer à Bruxelles et à Jérusalem, ‌ Bruxelles, 1863[24].
- Du badigeon décoratif des églises, dans Bulletin des Commissions d'art et d'archéologie, 1866.
- Étude épigraphique sur le monument érigé à Bruxelles en 1848, à la mémoire de Godefroid de Bouillon, Bruxelles, Victor Devaux éditions, 1866[25].
- L’Innocence opprimée. Vie de la bienheureuse Marie de Woluwe, Schaerbeek, 1872.
- Étude sommaire sur la construction de l'église Notre-Dame du-Sablon, dans Bulletin des Commissions d'art et d'archéologie, 1877.